# Ora F. Porter
Ora F. Porter (1880 – 1970) era la primera enfermera registrada de Bowling Green, Kentucky. Fue la hija  de Sarah J. Porter. Recibió su grado de enfermería del Tuskegee Escuela Universitaria de Nursing.